# Eroe della Repubblica del Kirghizistan
Il titolo di Eroe della Repubblica del Kirghizistan è il più alto titolo onorifico del Kirghizistan.

## Storia
L'onorificenza è stata istituita il 16 aprile 1996 ed è stata assegnata per la prima volta il 4 febbraio 1997.
Alle cittadine che hanno un figlio decorato di questo titolo è concesso l'Ordine della Madre Eroina.

## Assegnazione
L'onorificenza è assegnato ai cittadini per premiare eminenti servizi allo stato e atti eroici in nome della libertà e dell'indipendenza della Repubblica di Kirghizistan.

## Insegne
- L'insegna è una stella a otto punte. Al centro della stella è presente un medaglione di 40 mm di diametro che porta incisa in rilievo un'aquila circondata da una corona d'alloro argentata.

## Insigniti
1. Čyngyz Ajtmatov (4 febbraio 1997) - Scrittore
2. Turgunbai Sadykovich Sadykov (4 febbraio 1997) - Scultore
3. Tügölbai Sydykbekov (4 febbraio 1997) - Scrittore
4. Saližan Šakirovič Šaripov (3 febbraio 1998) - Cosmonauta russo
5. Turdakun Usubalijevich Usubalijev (14 ottobre 1999) - Già primo segretario del Partito comunista della Kirghizistan
6. Sabira Kumushaliyeva (22 agosto 2000) - Attrice di cinema e di teatro
7. Kurmanbek Arykov (22 agosto 2002) - Installatore di strutture in acciaio e cemento armato di "JSC Naryngidroenergostroy"
8. Akbaraly Kabaev (22 agosto 2002) - Caporeparto dei costruttori di "JSC Naryngidroenergostroy"
9. Asankhan Dzhumakhmatovich Dzhumakhmatov (26 gennaio 2003) - Compositore
10. Mambet Mamakeevich Mamakeev (24 novembre 2004) - Chirurgo
11. Absamat Masaliyev (25 giugno 2005, postumo) - Già primo segretario del Comitato centrale del Partito comunista del Kirghizistan
12. Suyunbai Eraliev (31 ottobre 2006) - Poeta
13. Sooronbay Zhusuyevich Zhusuev (16 febbraio 2007) - Poeta
14. Tologon Kasymbekov (16 febbraio 2007) - Scrittore
15. Ernst Hashimovich Akramov (20 novembre 2009) - Chirurgo
16. Külüjpa Konduczałowa (18 settembre 2010) - Politico
17. Dooronbek Sadyrbaev (27 ottobre 2010, postumo) - Regista, scrittore e personaggio pubblico
18. schak Razzakowicz Razzakow (29 dicembre 2010, postumo) - Politico, già primo ministro della Repubblica Socialista Sovietica Kirghisa
19. Alisbek Alymkulov (28 agosto 2011) - Ministro della gioventù della Repubblica del Kirghizistan
20. Beksultan Zhakiyev (28 agosto 2011) - Drammaturgo
21. Mitalip Mamytovich Mamytov (28 agosto 2011) - Neurochirurgo
22. Tasztanbek Akmatowicz Akmatow (12 marzo 2013) - Politico, presidente del Presidium della Repubblica Socialista Sovietica Kirghisa
23. Zhusup Mamay (30 maggio 2014) - Cantastorie dell'Epopea di Manas
24. Almazbek Atambaev (27 novembre 2017) - Già Presidente del Kirghizistan